# Stokciter
Een stokciter is een snaarinstrument uit de familie van de citers.
Deze eensnarige stokciter heeft een klankkast van kalebas. Aan het linker-uiteinde van de staaf zit tussen de onderste snaar een stukje hout geklemd. Wegner vermeldt (blz.30) dat een dergelijk stukje hout aangebracht wordt om de snaar van de stok weg te houden zodat hij kan klinken; dan zou het hier gaan om een tweesnarige (poly-heterochorde) stokciter. De bovenste snaar wordt verkort door deze met een vinger op een van de drie uitsteeksels te drukken; de onderste snaar zou dan mogelijk een 'bourdon' functie hebben.